# Pachyphoenix sanguinea
Pachyphoenix sanguinea är en fjärilsart som beskrevs av Butler 1883. Pachyphoenix sanguinea ingår i släktet Pachyphoenix och familjen praktmalar, Oecophoridae. Inga underarter finns listade i Catalogue of Life.